# Mostarina
Mostarina je način naplate prava korištenja prijelaza preko nekog mosta. Analogno cestarini, postoji i mostarina. Za razliku od cestarine koja se (u Hrvatskoj) naplaćuje prema kilometraži i kategoriji vozila, mostarina je jednokratna pristojba koja ovisi samo o kategoriji vozila.
U Hrvatskoj se do 15. lipnja 2020. naplaćivala mostarina za Krčki most jednosmjerno u prijelazu s kopnene strane prema Krku. Mostarina za most Mirna (na Istarskom ipsolonu) je ukinuta kao zasebna pristojba te je cijena mostarine uključena u cestarinu dionice.